# Pärre Förars
Pärre Förars (n. 4 octombrie 1924, Vasa, Vaasa Province⁠(d), Finlanda – d. 14 ianuarie 2011, Helsingfors, Finlanda) a fost un cântăreț finlandez.